# Miguel Cabanellas
Miguel Cabanellas Ferrer (Carthagène, 1er janvier 1872 - Malaga, 14 mai 1938), général de l'Armée espagnole et un des chefs de file du soulèvement qui conduisit à la Guerre civile espagnole.
Il participe à la création des premières unités de Regulares (troupes maures de l'armée espagnole).
Franc-maçon et républicain, il est placé à la tête de la garnison de Saragosse par le gouvernement de Manuel Azaña. Contre toute attente, il rejoint la rébellion lors du coup d'État des militaires en juillet 1936 et est nommé président de la Junta de Defensa Nacional. Mais opposé à la nomination de Franco comme Généralissime, il est écarté par celui-ci.